# Wullenwever-Antenne

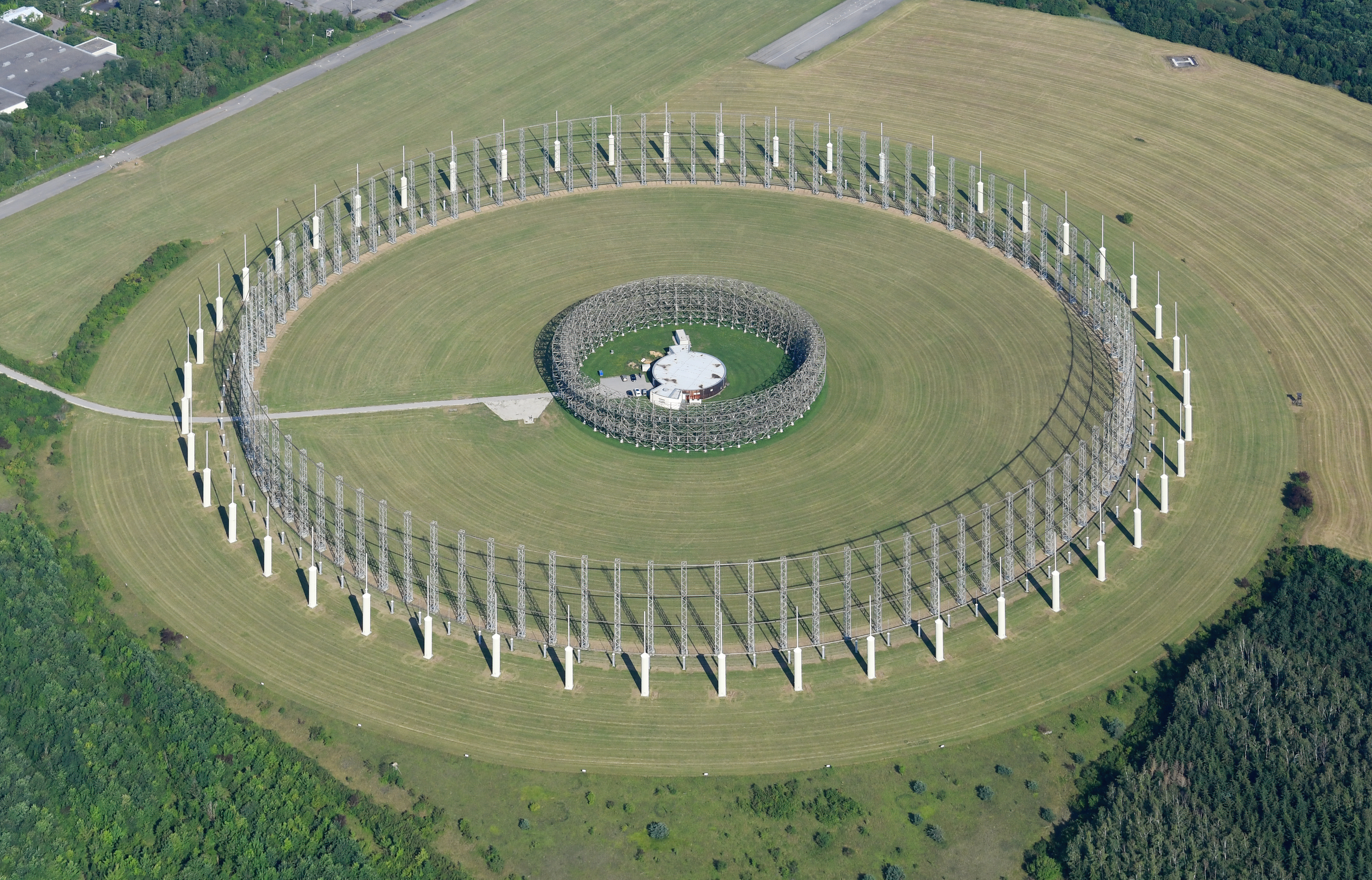
Wullenwever-Antenne in der BND-Außenstelle Gablingen. Die Anlage besteht aus 48 bzw. 96 kreisförmig angeordneten Antennenelementen für unterschiedliche Frequenzbereiche

Bei der Wullenwever-Antenne (auch genannt: Wullenweber) handelt es sich um ein Antennen-Array, eine räumlich benachbarte Anordnung von mehreren Antennen, das vornehmlich dazu verwendet wird, Funksignale anzupeilen und per Triangulation zu orten.

## Geschichte
Dieser Antennentyp wurde in den ersten Jahren des Zweiten Weltkriegs vom Nachrichtenmittelversuchskommando (NVK) der deutschen Marine und Telefunken entwickelt. Der Erfinder war der NVK-Gruppenleiter Hans Rindfleisch, der nach dem Krieg als Technischer Direktor für den NDR arbeitete. Technische Gruppenleiter waren Joachim Pietzner, Hans Schellhoss und Maximilian Wächtler, der 1954 Abteilungsleiter in der Plath GmbH und später Berater von Plath und Telefunken wurde. Der Name „Wullenwever“ (niederdeutsch für „Wollweber“) wurde als Tarnname gewählt und ist keiner realen Person zugeordnet.
Die Wullenwever-Antenne wurde während des Krieges in Skibsby, nordöstlich der Stadt Hjørring errichtet (57° 29′ 4″ N, 10° 1′ 11″ O). Es wurden 40 vertikale Strahlerelemente verwendet, die auf einem Kreisbogen mit einem Durchmesser von 120 Metern angeordnet waren. In einem inneren Kreis wurden 40 Reflektoren hinter den Strahlerelementen platziert, die an einer Struktur aus runden hölzernen Stützpfosten mit einem Durchmesser von 112,5 Metern aufgehängt waren. Um leichter eine genaue geographische Peilung zu erhalten, wurden die Nord- und Südelemente genau auf dem Nord-Süd-Meridian ausgerichtet.
In den 1950er Jahren wurden mindestens 30 Krug-Antennen-Arrays (russisch круг = Kreis) in der ganzen Sowjetunion einschließlich deren alliierter Länder errichtet. Das war noch bevor das US-Militär sich für diese Technik interessierte und seine eigenen Wullenwever-Antennen entwickelte. Die Sowjets errichteten einige Krug-Antennen in Paaren mit einem Abstand von weniger als 10 Kilometern zueinander, was offenbar Navigationszwecken diente. Mindestens 4 Krugs wurden in der Nähe von Moskau errichtet, genau im Norden, Osten und Süden der Stadt. (Krug-Anlage südlich von Moskau) Sie dienten der Verfolgung der frühen Sputnik-Satelliten mit deren 10- und 20-MHz-Funksignalen und wurden benutzt, um den Wiedereintrittsort zu bestimmen.

## Technik
Durch eine unterschiedliche Phasenlage und Amplitude des Signals für jeden Einzelstrahler der Antenne wird ähnlich wie bei einer Phased-Array-Antenne eine lenkbare Richtwirkung erzielt. Dabei lassen sich sowohl der Azimut als auch die Elevation eines Signals bestimmen. Ebenso lassen sich Signalgemische trennen. Dazu kann man zum Beispiel den MUSIC-Algorithmus verwenden.

## Anwendungsgebiete
- militärische Funkaufklärung und zivile Funküberwachung
- Navigation

## Standorte

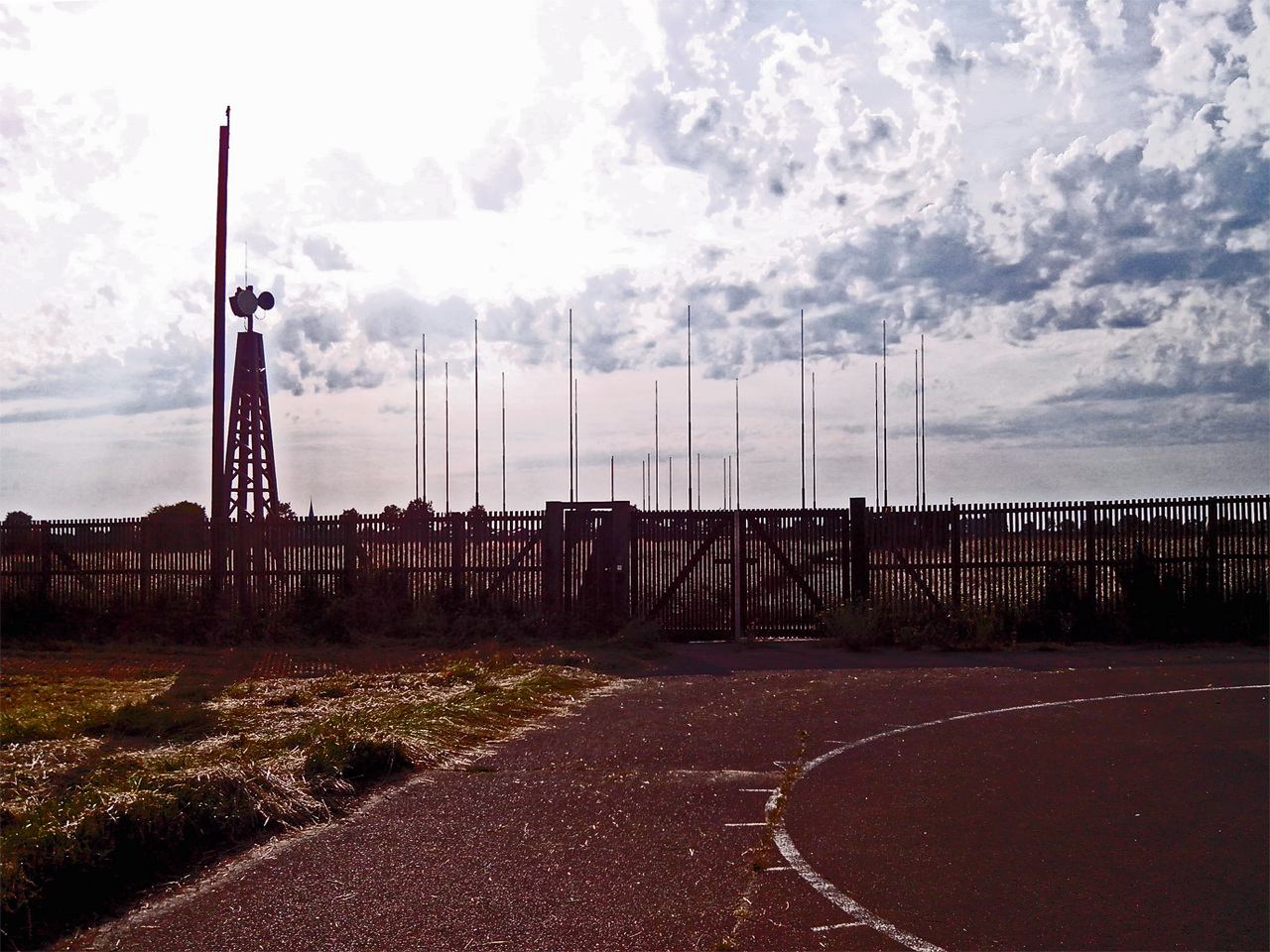
Funkbeobachtungsstelle II der deutschen Bundespolizei bei Swisttal-Heimerzheim (Akademie für Verfassungsschutz).

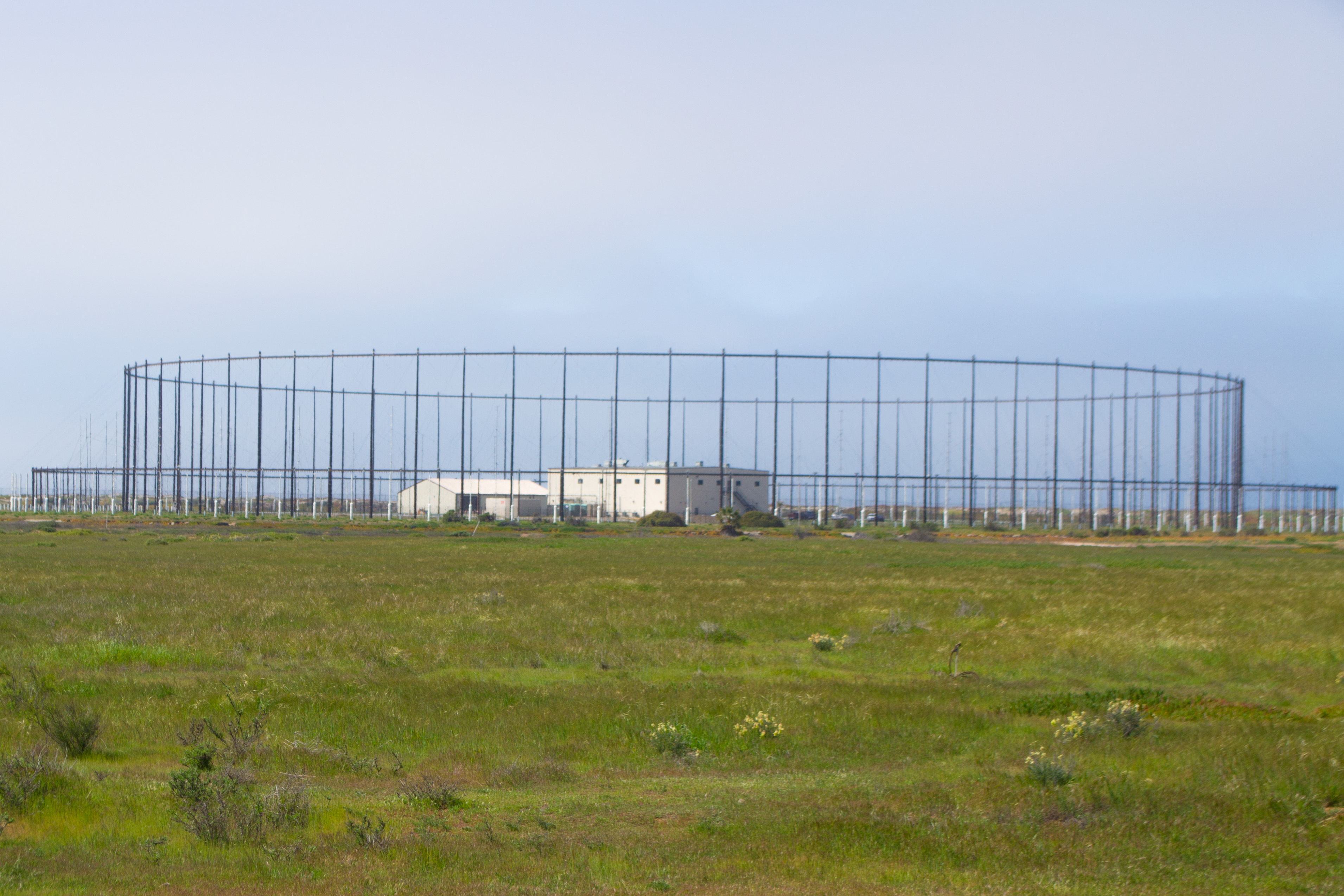
Silver Strand Training Complex in der Nähe der Stadt Imperial Beach in Kalifornien

### Deutschland
Anlagen dieser Art sind beispielsweise die BND-Außenstelle Gablingen (48° 27′ 4″ N, 10° 51′ 46″ O), die Funkbeobachtungsstelle II der Bundespolizei (50° 41′ 54″ N, 6° 53′ 8″ O) bei Swisttal-Heimerzheim am Ausgang des Ortsteils „Straßfeld“ sowie die Großpeilanlage „Kastagnette“ (54° 51′ 26″ N, 9° 4′ 2″ O) in Bramstedtlund.
Die Bundesnetzagentur unterhält eine Antenne (47° 41′ 16,7″ N, 9° 11′ 59,5″ O) bei Konstanz.

### Italien
In Süditalien befand sich auf dem ehemaligen Militärflugplatz San Vito dei Normanni ebenfalls eine solche Antenne (40° 38′ 51″ N, 17° 50′ 25″ O).

### China
Eine weitere Peilantenne (23° 19′ 32,1″ N, 113° 5′ 5,9″ O) steht bei Huadu, Guangzhou in China.

### Diego Garcia
Auf dem britisch-amerikanischen Militärstützpunkt Diego Garcia im Indischen Ozean befand sich eine Wullenwever-Antenne (7° 16′ 45″ S, 72° 22′ 9″ O) mit ca. 300 Metern Durchmesser. Die Anlage wurde im September 2005 abgebaut.

### Japan

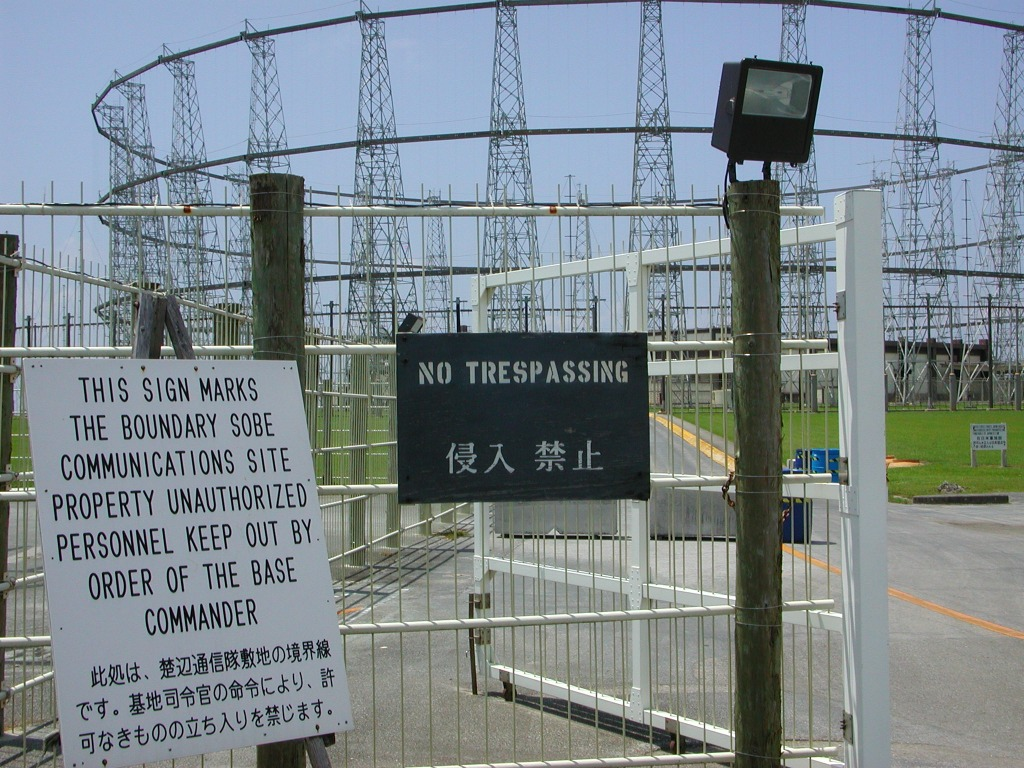
Kommunikationsstelle Sobe, 2002

In Japan befindet sich eine derartige Antenne (42° 51′ 2,3″ N, 141° 43′ 51,8″ O) auf dem Bodenselbstverteidigungsstreitkräfte-Stützpunkt Higashi-Chitose bei Chitose und eine andere (35° 30′ 40,3″ N, 133° 13′ 22,3″ O) der Kommunikationsstelle Miho (美保通信所) nahe dem Luftselbstverteidigungsstreitkräfte-Stützpunkt Miho in Sakaiminato.
Bis 2007 befand sich im Dorf Yomitan die Kommunikationsstelle Sobe (楚辺通信所, engl. Sobe Communication Site) der US Navy mit einer weiteren Wullenwever-Antenne (26° 24′ 2″ N, 127° 43′ 48″ O). Bis 2014 befand sich auf der Misawa Air Base eine Wullenwever-Kreisantennenanlage (40° 43′ 22″ N, 141° 19′ 44″ O) des Typs AN/FLR-9 mit 440 m Durchmesser.

### Kanada
Etwa 1,5 Kilometer östlich vom Flughafen Gander ist eine solche Antenne (48° 57′ 4″ N, 54° 31′ 30″ W) installiert.

### Spanien
Südöstlich von Mahón auf Menorca befindet sich eine sehr große Antenne dieses Typs (39° 51′ 23″ N, 4° 17′ 28″ O).